# Intel 8256
Der Intel 8256 ist ein programmierbarer Multifunktionsbaustein (englisch multifunction universal asynchronous receiver-transmitter, MUART) und fasst vier häufig benötigte Funktionen zusammen: serielle Schnittstelle, parallele Schnittstelle, Zeitgeber/Zähler und Unterbrechungssteuerung. Der Baustein kann mit den Intel-8048-, 8085-, 8086- und 8088-Prozessorsystemen eingesetzt werden. Der Baustein wird im 40-Pin-DIL-Gehäuse geliefert.
- Die serielle Schnittstelle kann mit 5-, 6-, 7- oder 8-Bit-Zeichen und 1, 1,5 oder 2 Stopbits betrieben werden.
- Die parallele Schnittstelle enthält zwei 8-Bit-I/O-Ports.
- Es sind fünf Zeitgeber/Zähler zu 8 Bit vorhanden. Davon können vier zu zwei kaskadierten 16-Bit-Timer kombiniert werden.
- Es können acht Interrupt-Levels verarbeitet werden.

## Nachbauten
Der Intel 8256 wurde u. a. an Siemens lizenziert.

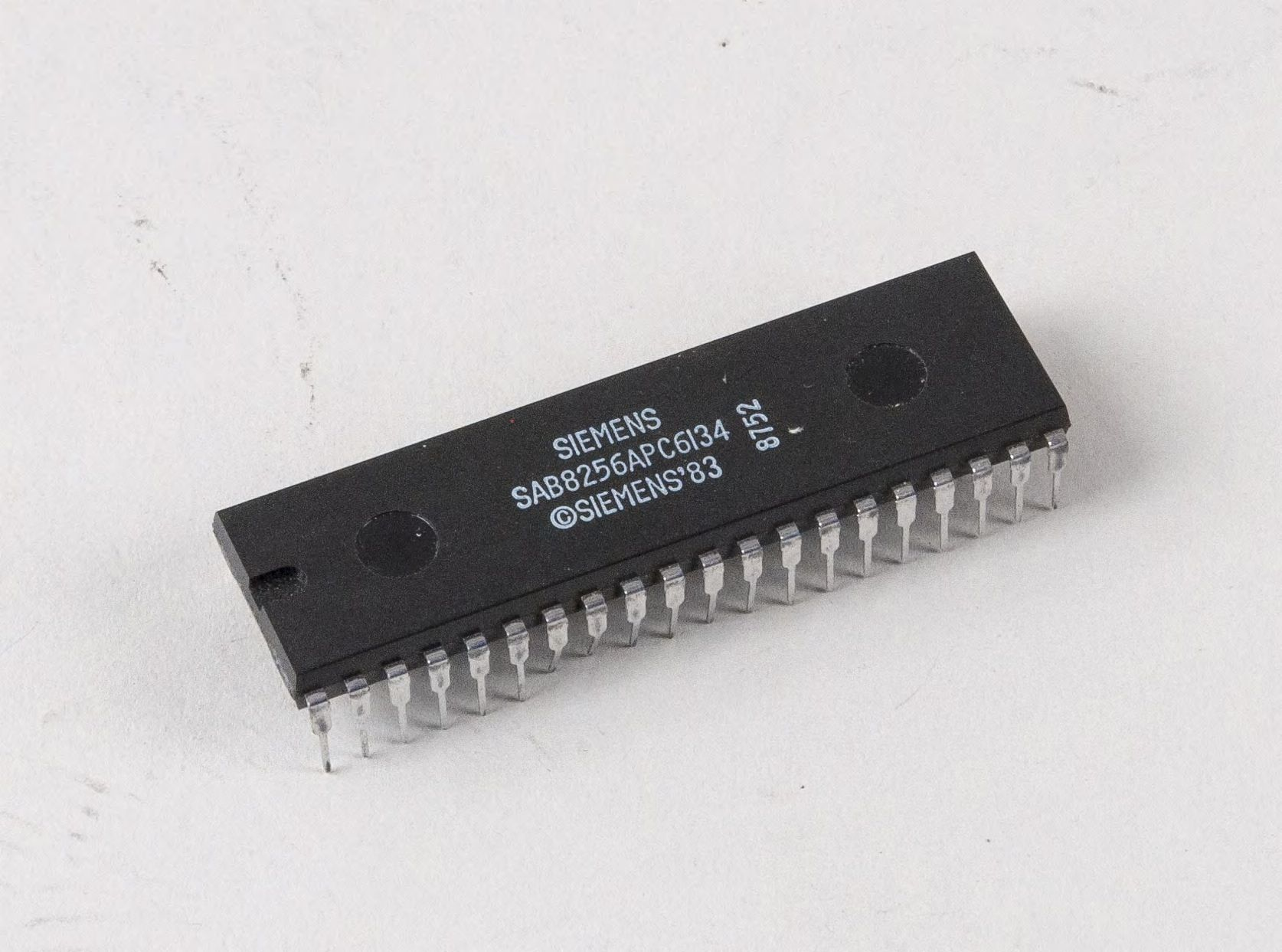
Siemens SAB 8256 (Plaste-Gehäuse) im Deutschen Museum
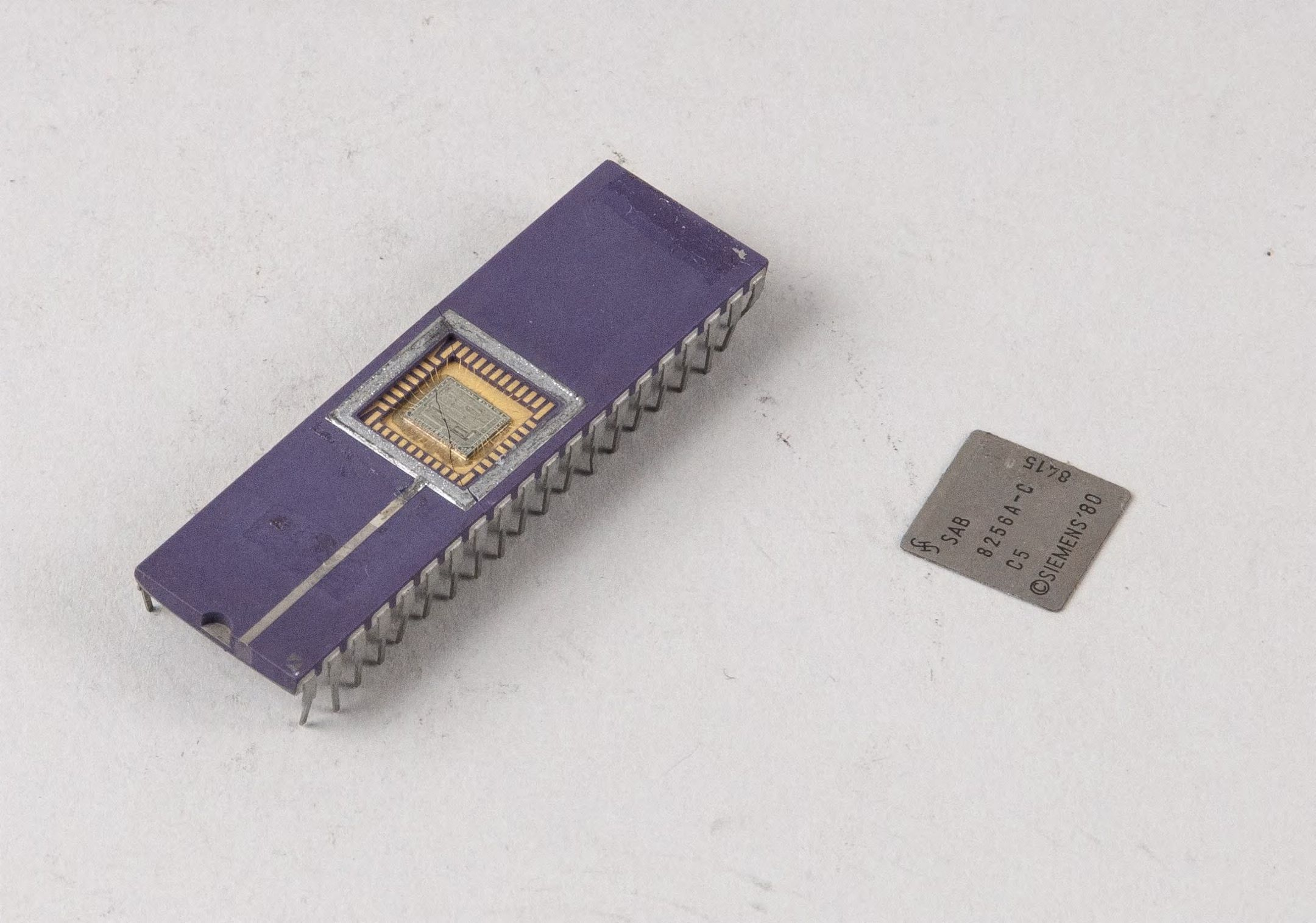
Siemens SAB 8256 (geöffnetes Keramik-Gehäuse) im Deutschen Museum